# Sangbong (métro de Séoul)
Sangbong  (hangeul : 상봉 ; hanja : 上鳳) est une station de correspondance, entre la ligne 7, la ligne Gyeongui-Jungang et la ligne Gyeongchun du métro de Séoul. Elle est située au 115 Sangbong-dong, dans l'arrondissement Jungnang-gu] à Séoul en Corée du Sud. 

## Situation sur le réseau

Plan du réseau (2023)